# Kortum-Brunnen

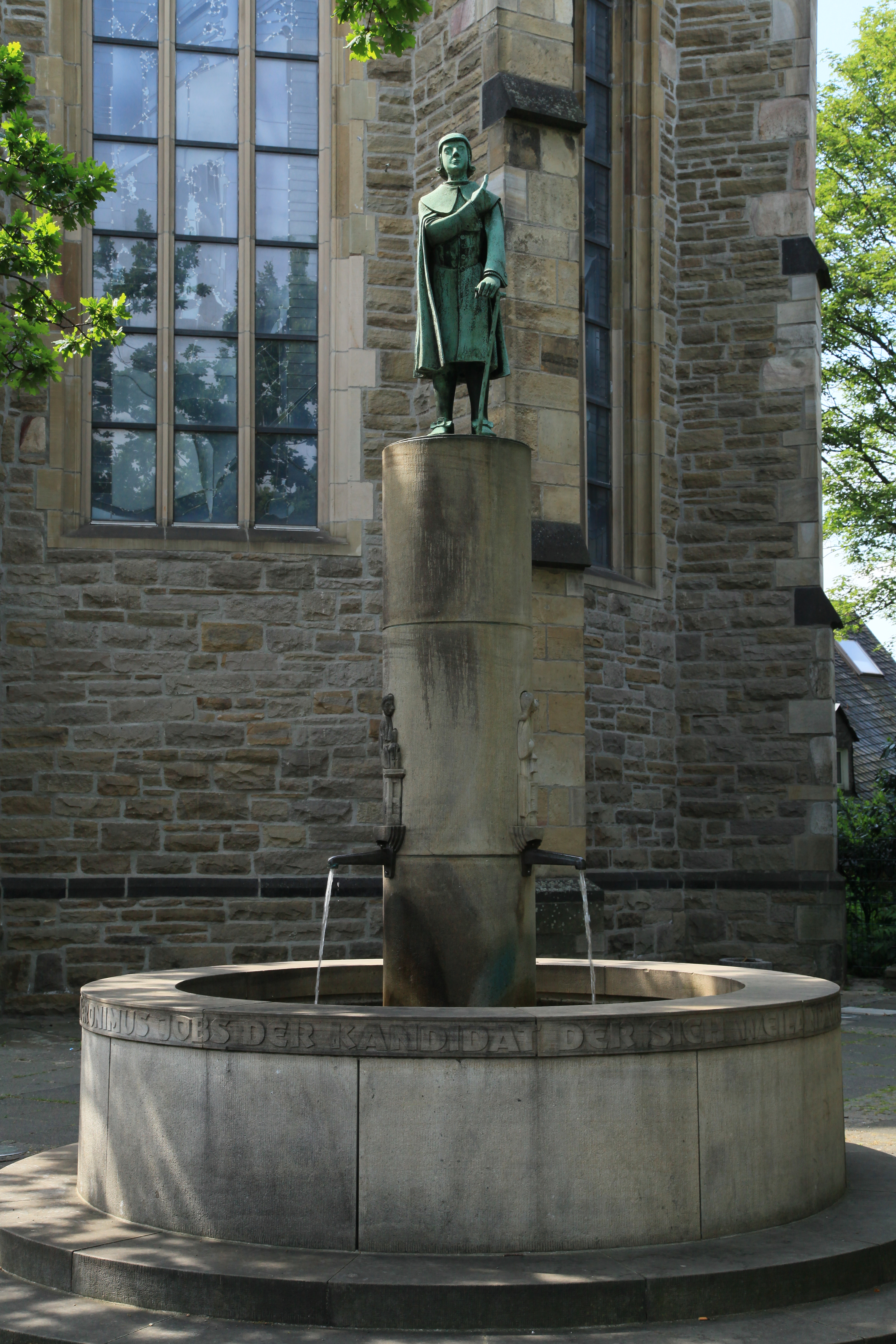

Der Kortum-Brunnen von Karl Ehlers befindet sich auf dem Kirchenhügel an der Petrikirche in der Altstadt von Mülheim an der Ruhr. Auf ihm befindet sich eine Figur der Jobsiade von Carl Arnold Kortum.
Der Brunnen wurde 1938/39 vor der Petrikirche errichtet, da in der Nähe Kortums Geburtshaus lag. Bei einem Bombenangriff in der Nacht vom 22. auf den 23. Juni 1943 wurde der Brunnen zerstört, die Bronzefigur des Jobs sollte eingeschmolzen werden. Nach dem Krieg wurde sie auf einem Hamburger Glockenfriedhof gefunden und an der Ecke Bach-/Friedrichstraße in einer Grünanlage aufgestellt. 2006 beschloss der Verein zur Förderung der Mülheimer Altstadt, den Brunnen an alter Stätte mit Hilfe von Spenden zu rekonstruieren. Zur Erinnerung an die Spender wurden vier runde Bronzeplatten mit deren Namen gegossen, die ebenerdig vor dem Brunnen verlegt wurden. 2011 stahlen Metalldiebe diese Gedenkplatten. Da die Originalentwürfe gefunden wurden, konnten die Platten erneut gegossen und verlegt werden. 2015 wurde die Säule mit abwaschbarer blauer Farbe verunreinigt.